# Joaquim Pina Moura

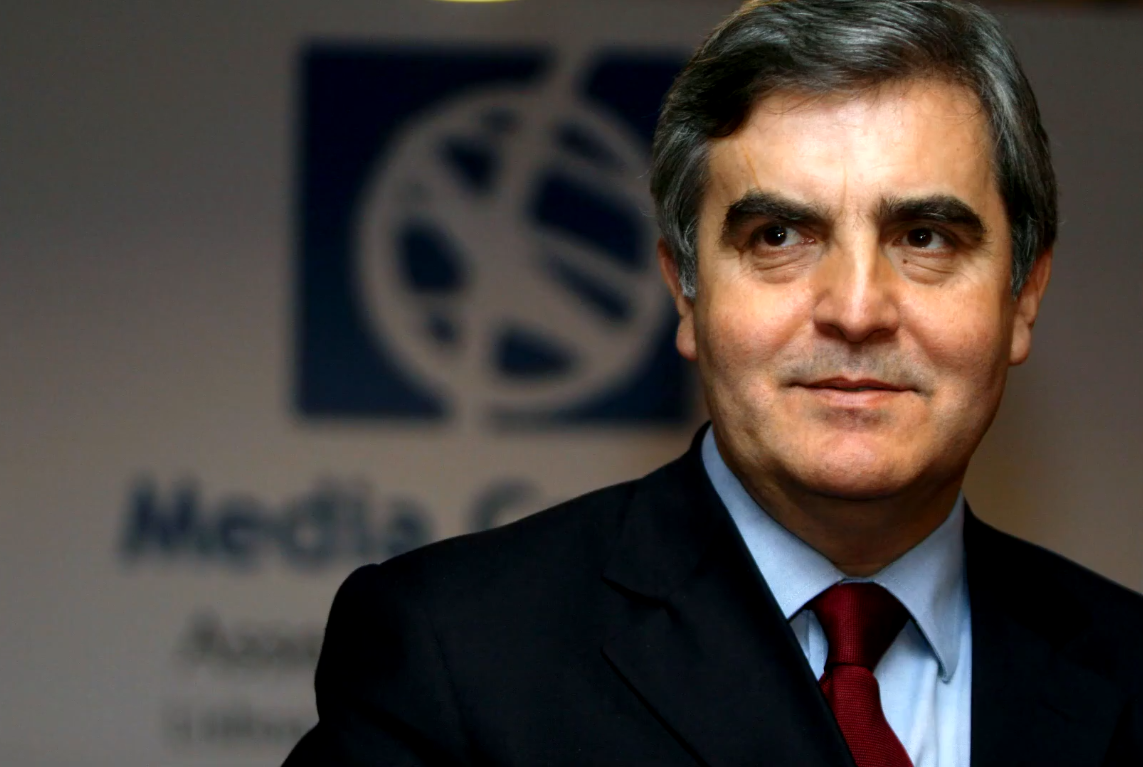
Joaquim Pina Moura, 2020

Joaquim Augusto Nunes de Pina Moura (* 22. Februar 1952 in Loriga, Distrikt Guarda, Portugal; † 20. Februar 2020 in Lissabon, Portugal) war ein portugiesischer Politiker und Wirtschaftswissenschaftler. Er war Wirtschafts- und Finanzminister von Portugal.

## Leben und Wirken
Schon als Jugendlicher kandidierte er 1969 erfolglos für ein öffentliches Amt in Porto, wo er seit seinem vierten Lebensjahr zuhause war.
An der Universität Porto studierte er zunächst Ingenieurwissenschaften sowie am Instituto Superior de Economia e Gestão (die Wirtschaftsfakultät der Technischen Universität Lissabon) später Wirtschafts- und Finanzwissenschaften.
1972 trat er der Kommunistischen Partei Portugals (PCP) bei, die bis zur Nelkenrevolution 1974 die wichtigste Widerstandsorganisation gegen die Estado-Novo-Diktatur in Portugal war, und der er bis 1991 angehörte. 1976 wurde er ins Zentralkomitee der Kommunistischen Partei gewählt.
Nach Zerwürfnissen verließ er 1991 die Partei und gründete 1992 mit anderen ehemaligen Kommunisten die Plataforma de Esquerda (aus der 1994 die Política XXI hervorging) und trat 1995 der Sozialistischen Partei Portugals (PS) bei.
Sein erstes höheres Amt war das des Staatssekretärs unter Ministerpräsident Antonio Guterres, dann folgte 1997 die Ernennung zum Wirtschaftsminister, dann zum Wirtschafts- und Finanzminister, was ihn zu einem Superminister machte. 2001 trat er von allen Ämtern zurück.

## Letzte Lebensjahre und Tod
Pina Moura lebte die letzten Jahre zurückgezogen in Loriga. Er starb am 20. Februar 2020 an den Folgen einer neurologischen Erkrankung, wie sein Sohn, der Fotojournalist João Pina, mitteilte.
Zahlreiche Freunde kondolierten ihm öffentlich, so sein ehemaliger Weggefährte und heutige UN-Generalsekretär Antonio Guterres oder Eurogruppenchef Mario Centeno.
Beigesetzt wurde er auf dem Friedhof Cemitério de Prado de Repouso in Porto.